# Sara Mesa

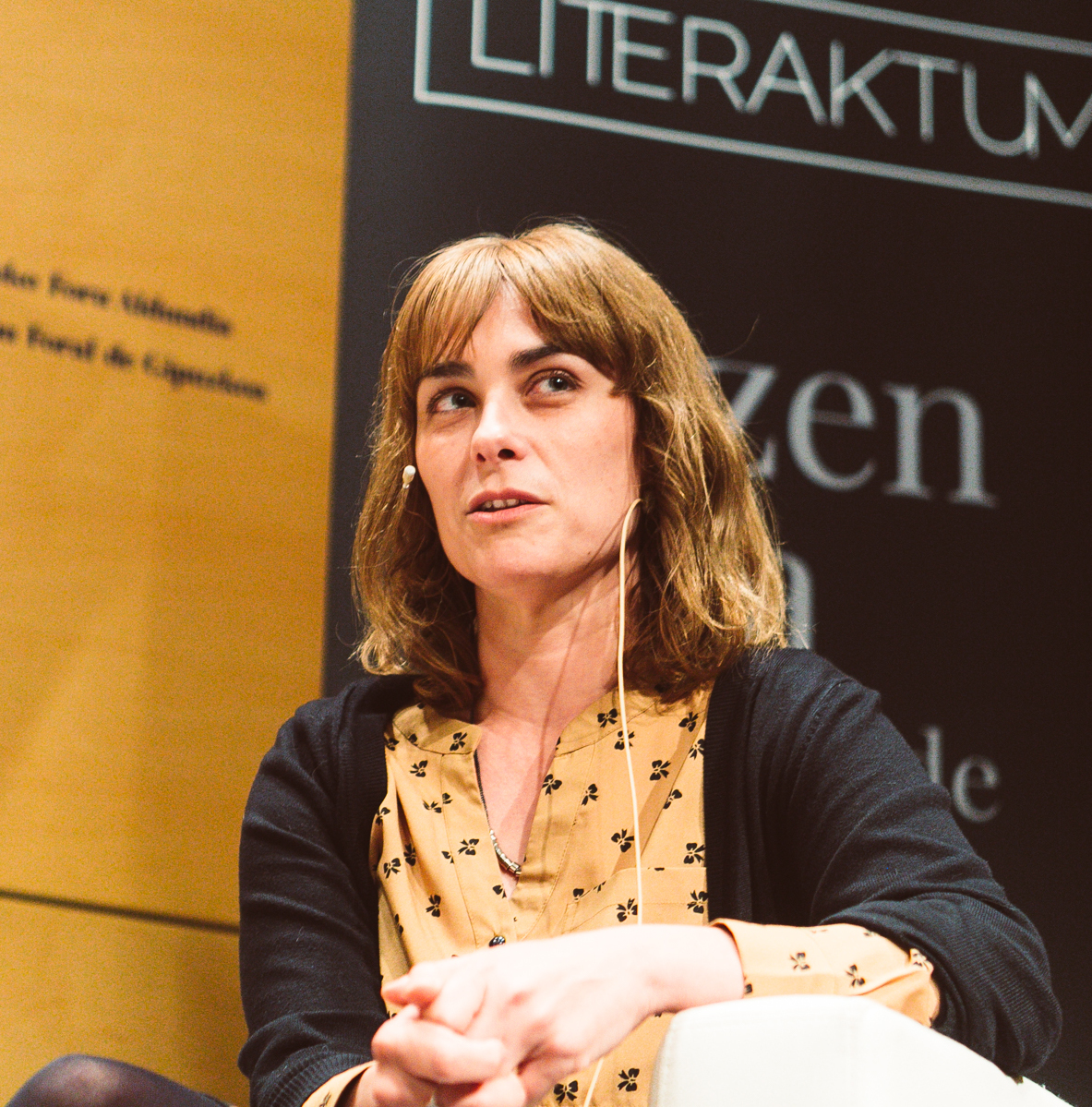
Sara Mesa (2017)

Sara Mesa Villalba (geboren 1976 in Madrid) ist eine spanische Schriftstellerin und Journalistin.

## Leben
Sara Mesas Eltern zogen mit ihr, als sie noch ein Kind war, nach Sevilla. Sie studierte Journalismus und spanische Literatur.
Anfangs verfasste sie Gedichte. Ihr Gedichtband Este jilguero agenda wurde 2007 mit dem Premio Nacional de Poesía der Fundación Cultural Miguel Hernández ausgezeichnet. Trotz dieses Erfolges wechselte sie jedoch alsbald zur erzählenden Literatur. Werke von ihr wurden ins Englische, Italienische, Französische, Deutsche, Griechische, Portugiesische, Serbische, Dänische und Norwegische übersetzt.
Sie lebt (2021) in einem Dorf in der Peripherie von Sevilla.

## Werke (Auswahl)
- Este jilguero agenda, Editorial Juan Pastor, 2007
- La sobriedad del galápago. Diputación Provincial de Badajoz, 2008
- No es fácil ser verde. Everest, 2009
- El trepanador de cerebros. Tropo Editores, 2010
- Un incendio invisible. Fundación José Manuel Lara, 2011
- Cuatro por cuatro. Editorial Anagrama, 2012
- Cicatriz. Editorial Anagrama, 2015
- Mala letra. Editorial Anagrama, 2016
- Cara de pan. Editorial Anagrama, 2018
  - Quasi. Übersetzung Peter Kultzen. Verlag Klaus Wagenbach, Berlin 2020. ISBN 978-3-8031-2854-6.
- Un amor. Editorial Anagrama, 2018 
  - Eine Liebe. Übersetzung Peter Kultzen. Verlag Klaus Wagenbach, Berlin 2022. ISBN 978-3-8031-3351-9.
- La familia. Editorial Anagrama, 2022
  - Die Familie : Roman. Übersetzung Peter Kultzen. Verlag Klaus Wagenbach, Berlin 2025
- Oposición. Editorial Anagrama, 2025

## Auszeichnungen
- 2007 Premio Nacional de Poesía der Fundación Cultural Miguel Hernández für den Gedichtband Este jilguero agenda[2]
- 2011 Premio Málaga de Novela für Un incendio invisible[4]
- 2012 Finalistin des Premio Herralde de Novela für Cuatro por Cuatro[5]
- 2015 Premio Ojo Crítico de Narrativa für Cicatriz[6]
- 2017 Premio Literario Arzobispo Juan de San Clemente für Cicatriz[7]
- 2021 Premios de los libreros in der Kategorie Fiktion für die Erzählung Un amor[8]